# Warsingsfehn

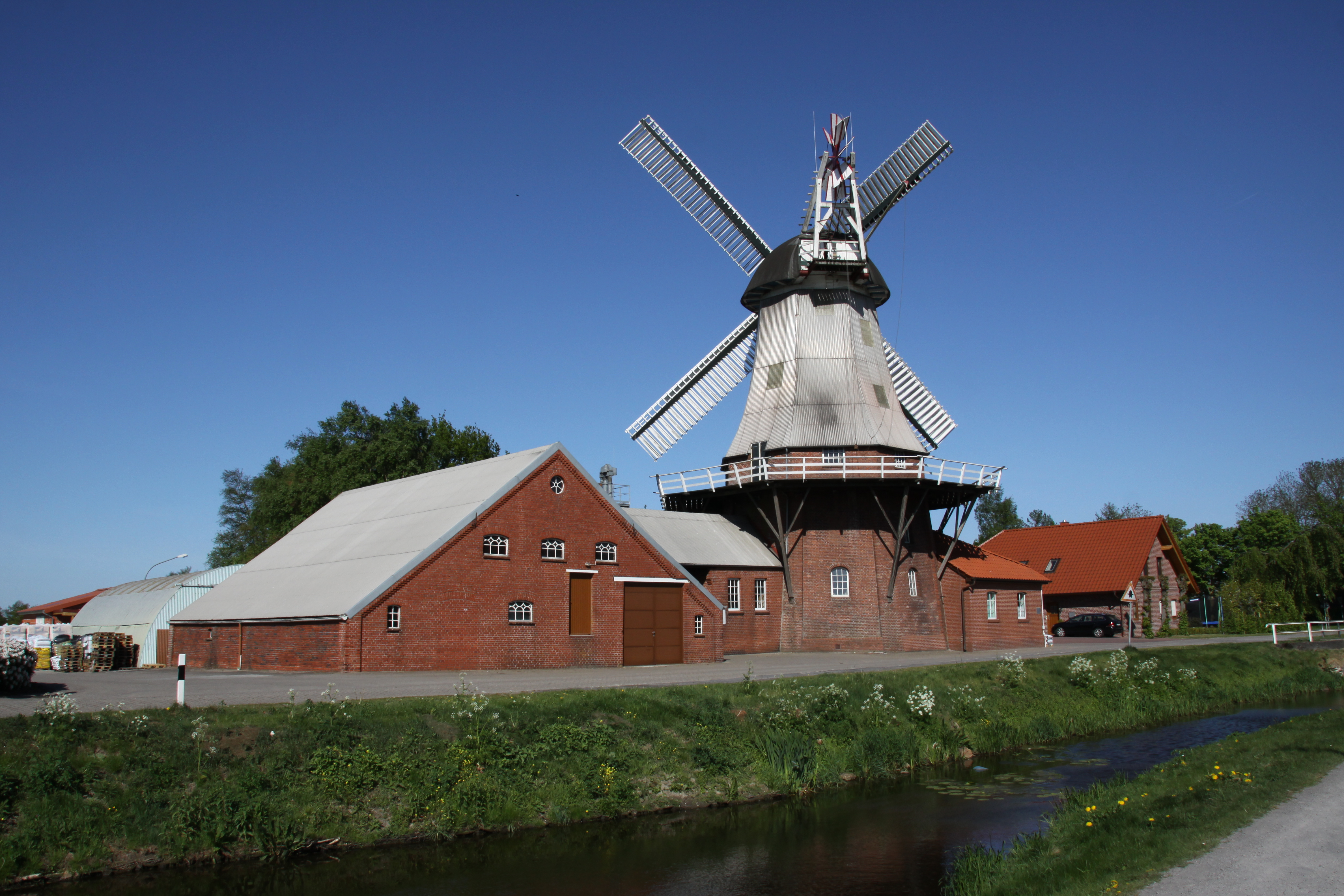
Die Mühle in Warsingsfehn

Warsingsfehn ist eine Ortschaft und der Hauptort der Gemeinde Moormerland im niedersächsischen Landkreis Leer. Die ehemals selbständige Gemeinde, zu der auch die Ortsteile Rorichmoor und Warsingsfehnpolder gehörten, bildet seit der Gemeindereform 1973 zusammen mit zehn weiteren Dörfern die Gemeinde Moormerland. Der Ort hatte am 31. Dezember 2016 auf einer Fläche von 12,60 km² 7.951 Einwohner, und ist damit der einwohnerstärkste Ortsteil der Gemeinde.

## Geschichte
Der Ort Warsingsfehn wurde im 18. Jahrhundert als Moorkolonie angelegt, der Ortsteil Rorichmoor hingegen ist deutlich älter. Er wurde 1577 als Wohnplatz Rohermoor erwähnt. Es handelt sich dabei um eine im Moor angelegte Siedlung des westlich an der Ems gelegenen Dorfes Rorichum. Bei der Weihnachtsflut 1717 wurde der Ort überschwemmt und daraufhin an seinen heutigen, höher gelegenen Standort verlegt.
Als Geburtsstunde des Fehnortes Warsingsfehn gilt der 16. November 1736. Mit diesem Datum erhielt der Gutsbesitzer Gerhard Warsing ein Hochmoorgebiet von 225 Hektar in Erbpacht. Er ließ von seinem Gut Sieve an der Heuwieke aus einen Kanal in südöstlicher Richtung graben, der das angepachtete Land entwässern und zugleich als Transportweg für den abgetorften Moorboden dienen sollte. Unter seinem Sohn Hermann Warsing wurde das Erbpachtgebiet nochmals erweitert: 1769 um 50 Hektar, 1776 um 62 Hektar und 1779 um zehn Hektar.
Die Warsings gaben die am Kanal sowie an angelegten, rechtwinklig abzweigenden Seitenkanälen Grundstücke an Untererbpächter aus. Diese kultivierten das Moor, indem sie zunächst die obere Weißtorfschicht abtorften und anschließend den darunterliegenden, als Brennmaterial dienenden Schwarztorf aushoben. Per Binnenschiff wurde der Torf anschließend als Heizmaterial in die umliegenden Städte, vor allem Emden und Leer, transportiert. Nach dem Abgraben der Schwarztorfschicht wurde die Weißtorfschicht wieder auf den Moorboden aufgebracht. Dieser wurde, da er nur wenig ertragsfähig ist, jedoch mit Dung von Tieren aus den Marschen Ostfrieslands vermischt und auf diese Art und Weise gedüngt. Den Moorsiedlern war damit jedoch zumeist nur ein bescheidenes Auskommen möglich.
Viele Fehntjer verlegten sich daher bereits früh auf den Bereich der Schifffahrt: Während 1751 fünf kleinere Torfschiffe sowie vier weitere Binnenschiffe an den Kanälen Warsingsfehns beheimatet waren, stieg die Zahl bis 1816 bereits auf 31 Torfschiffe. Um zusätzliche Einnahmequellen zu erzielen, fuhren die Kapitäne jedoch auch im kleinen Seeverkehr zwischen Häfen an der Nordseeküste. 1816 waren neben den Torfschiffen bereits auch zwölf Seeschiffe in Warsingsfehn beheimatet. Bis zum Ende des 19. Jahrhunderts stieg deren Zahl auf insgesamt 82 an, ehe das Aufkommen der Dampfschifffahrt den kleinen Seglern Konkurrenz machte, gegen die sie nicht bestehen konnten. Neben den Kapitänen und Eignern fuhren auch viele Matrosen aus Warsingsfehn zur See.
Die ohnehin zumeist im Nebenerwerb betriebene Landwirtschaft hingegen konnte die Einwohner immer weniger ernähren. Zwar stieg die kultivierte Fläche allein von 1816 bis 1831 von 90 auf 205 Hektar. Am Ende des 19. Jahrhunderts allerdings waren kaum noch kultivierbare Moorflächen mehr vorhanden. Es kam daher vor allem in den letzten drei Jahrzehnten des 19. Jahrhunderts zu einer Auswanderungswelle in die USA, mehr als 100 Fehntjer verließen ihr Dorf.
Aufgrund der Sozialstruktur (Moorkolonisten, Seeleute) gab es in Warsingsfehn seit dem Aufkommen der Arbeiterbewegung einen deutlichen Rückhalt für die SPD, in der Weimarer Republik dann auch für die KPD. Dem standen jedoch besonders seit der Reichstagswahl im Mai 1924 stets auch erhebliche Stimmenanteile von rechtsgerichteten Parteien gegenüber. Bei den Reichstagswahlen im Juli 1932 lag die NSDAP mit 50 Prozent vor der SPD (25,2 Prozent) und der KPD (17 Prozent) zusammen. Auf Rang zwei lag jedoch der streng evangelisch geprägte Christlich-soziale Volksdienst.
In der Zeit des Nationalsozialismus sahen sich Funktionäre von SPD und KPD politischen Verfolgungen ausgesetzt. Neun Personen mit Geburts- oder Wohnort Warsingsfehn wurden in den Konzentrationslagern Auschwitz, Sobibor und Kauen umgebracht.
Nach dem Zweiten Weltkrieg nahm die Gemeinde Warsingsfehn im ostfriesland- und niedersachsenweiten Vergleich nur wenige Vertriebene aus den Ostgebieten des Deutschen Reiches auf, da die landwirtschaftliche Grundlage in der Moorkolonie nicht mit derjenigen in den Marschen vergleichbar war.
Anlässlich der niedersächsischen Kommunalreform wurde Warsingsfehn am 1. Januar 1973 mit den umliegenden Gemeinden zur neuen Großgemeinde Moormerland vereinigt. Bei der Frage nach dem Sitz der Gemeindeverwaltung setzte sich Warsingsfehn gegen den Nachbarort Neermoor durch: Zwar ist Warsingsfehn eine der jüngsten Ortschaften der Gemeinde Moormerland, war aber bereits Anfang der 1970er-Jahre zur mit Abstand größten gewachsen.

## Wappen
| Wappen der früheren Gemeinde Warsingsfehn | Blasonierung: „In Rot ein silberner (weißer) Schrägrechtswellenbalken, darüber drei goldene (gelbe) Ähren, darunter eine goldene (gelbe) ostfriesische Tjalk.“ |
| Wappen der früheren Gemeinde Warsingsfehn | Wappenbegründung: Das von Ebo Pannenborg entworfene Wappen wurde am 10. November 1966 vom Regierungspräsidenten in Aurich genehmigt. Der Wellenbalken steht für den Sauteler Kanal; die Tjalk für die jahrhundertelange Schifffahrtstradition an der Ems und auf den Fehnen. Die Ähren symbolisieren die Kultivierung der Moorlandschaft zu fruchtbaren Ackerland. |

## Religion
Die evangelisch-lutherischen Einwohner waren ursprünglich der Parochie Hatshausen zugeteilt. 1892 wurde für Westwarsingsfehn und Ostwarsingsfehn eine eigene Kirchengemeinde Warsingsfehn gebildet, die zunächst Filialgemeinde von Hatshausen blieb. Die pfarramtlichen Geschäfte wurden durch einen Pfarrkollaborator wahrgenommen. 1900 wurde die Kirchengemeinde verselbständigt und die Pfarrkollaboratur in eine Pfarrstelle umgewandelt.

## Persönlichkeiten
Die Schriftstellerin Martha Köppen-Bode (* 10. November 1866; † 3. Juni 1958) lebte von 1900 bis 1942 im Pfarrhaus von Warsingsfehn. Ihre Werke, wie Romane, Gedichte und Bühnenstücke, erlangten überregionale Bedeutung. In ihren in Hochdeutsch verfassten Romanen, die stark heimatverbunden sind, ließ sie ihre Romanfiguren Plattdeutsch reden, sobald sie die wörtliche Rede verwendete. Außer als Autorin trat Martha in der Gemeinde Warsingsfehn, Ehefrau des langjährig amtierenden Pastors Paul Köppen (1867–1959), sozial engagiert in Erscheinung. Ihr Ehemann übersetzte das biblische Buch Hiob ins Plattdeutsche.
Johann Gerhard Behrens (* 5. September 1889 in Esens; † 23. März 1979 in Warsingsfehn), ev.-luth. Pastor und Astronom; Gegner des Nationalsozialismus. Sein Vikariat verbrachte er in Warsingsfehn.
Erich Schönfeld (* 8. Februar 1904 in Berlin; † 13. Februar 1983 in Warsingsfehn), Maler und Graphiker.
Harm Weber jun. (* 17. Mai 1928 in Warsingsfehn; † 22. Juli 2015 ebenda) war ein Politiker, Mitglied des Landtages von Niedersachsen und Landrat im Landkreis Leer.
Jutta Oltmanns (* 1964 in Warsingsfehn), Schriftstellerin (Hoch- und Niederdeutsch).

## Politik
Warsingsfehn wird politisch von einem 9-köpfigen Ortsrat vertreten.
Ortsbürgermeister ist Ingo Brinker(SPD). Seine Stellvertreter sind Wolfgang Ihler (SPD) und Jens-Rainer Bohlsen (CDU).